# 阿部彦吉

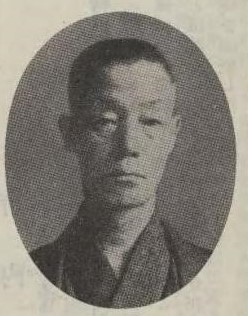
阿部彦吉

阿部 彦吉（あべ ひこきち、元治元年9月2日（1864年10月2日） - 昭和6年（1931年）10月9日）は、日本の発明家である。
現在の山形市生まれ。18歳で上京し、ある時計店に勤務し、技術体得の後帰郷した。自ら時計店を開業し、そのかたわら電気時計の研究発明に志した。まず単独式電気時計から発電機付きの無電池式電気時計に進み、その後、有電池式連絡時計となって完成を見た。特許は内外12件に及ぶ。
1928年、昭和天皇即位の大典に際して発明功労により緑綬褒章を授与され、また帝国発明協会から表彰された。

## 特許
- 特許第31144号 阿部式電気時計